# Calamotropha pseudodielota
Calamotropha pseudodielota là một loài bướm đêm trong họ Crambidae.